# Весолувка (Ленчинський повіт)
Весолувка (пол. Wesołówka) — село в Польщі, у гміні Пухачув Ленчинського повіту Люблінського воєводства.
Населення — 193 особи (2011).
У 1975-1998 роках село належало до Люблінського воєводства.

## Демографія
Демографічна структура станом на 31 березня 2011 року:
|          | Загалом | Допрацездатний вік | Працездатний вік | Постпрацездатний вік |
| -------- | ------- | ------------------ | ---------------- | -------------------- |
| Чоловіки | 89      | 15                 | 60               | 14                   |
| Жінки    | 104     | 27                 | 47               | 30                   |
| Разом    | 193     | 42                 | 107              | 44                   |